# Greg Hemphill
Gregory Edward "Greg" Hemphill (nacido el 14 de diciembre de 1969) es un actor, escritor, comediante y director escocés-canadiense. También ha sido presentador en televisión y radio. Junto con su compañero de comedia, Ford Kiernan, es más conocido en Escocia por sus apariciones en Still Game y Chewin 'the Fat. Fue rector de la Universidad de Glasgow 2001-2004. 

## Vida personal
Hemphill nació en Glasgow, Escocia, hijo de Edward, un contable colegiado, y Anne Hemphill (de soltera Brophy) una maestra.  La familia se fue de Escocia cuando Greg tenía 12 años, y pasó gran parte de su infancia en Montreal, Quebec, Canadá, lo que ha contribuido a su acento distintivo, escocés-canadiense.  Regresó a Escocia para estudiar en la Universidad de Glasgow, donde obtuvo una maestría con honores en teatro, cine y televisión.  Está casado con la actriz Julie Wilson Nimmo , más conocida por interpretar a Miss Hoolie en Balamory.  La pareja tiene dos hijos juntos.[cita requerida] Políticamente, apoya al Partido Nacional Escocés y votó "Sí" a favor de la independencia en el referéndum de independencia escocés de 2014 .

## Universidad de Glasgow
Hemphill fue uno de los cinco candidatos para el Rector de la Universidad de Glasgow en 2001.  Derrotó por poco a Alasdair Grey por el puesto y fue ampliamente elogiado por interesarse activamente en el papel de rector.  Su mandato duró tres años hasta 2001- 2004. 

## Carrera

### Carrera temprana
Hemphill ha aparecido en varios proyectos.  En 1990, actuó en el Edinburgh Fringe con Rab Christie y Neil Warhurst como el "Trio Brothers Troup", donde ganaron el trofeo de 1990 "So You Think You're Funny". Continuó su trabajo en el escenario, apareciendo en la presentación de God Plus Support en 1992 y en la popular ¿Sólo una excusa? tour.  También se aventuró en la radio como el presentador original del programa de fútbol, Off the Ball en BBC Radio Scotland y Eddie Mair Live .
Hemphill y Kiernan escribieron siete episodios entre 1999 y 2000, para el popular programa de televisión infantil Hububb. Estos fueron, Lullabubb, Top of the Bubbs, Conquer Leserest, Casual-Tea, Bubb Goes Boo, 2010: A Space Bubbsy y No Go Pogo. Él invitado protagonizó junto a Kiernan en un episodio, que también escribió con Kiernan, Casual-Tea. Sin embargo, sus actuaciones más conocidas son junto a Ford Kiernan en el programa televisivo de bocetos Chewin 'the Fat y su spin off, Still Game. En la tercera serie de Still Game, el hermano de Hemphill, Steve, tiene un cameo como agente de elevación de la Torre CN .

### Still Game
Tras el éxito de Chewin 'The Fat, Kiernan y Hemphill escribieron Still Game. Still Game se basó en la obra original que la pareja escribió para el Festival de Edimburgo en 1997. Los personajes Jack Jarvis y Víctor McDade habían aparecido en las cuatro series de Chewin 'The Fat. Seis series y cuatro especiales que se emitieron entre 2002 y 2007. 
En 2014, Still Game regresó, con un show en vivo en The SSE Hydro, donde Hemphill se reunió con Ford Kiernan. El espectáculo se agotó, y contó con el elenco original Paul Riley, Mark Cox, Jane McCarry, Sanjeev Kohli y Gavin Mitchell. La serie volvió a las pantallas de televisión en BBC One en octubre de 2016. 
Kiernan y Hemphill anunciaron otro show en vivo para SSE Hydro en 2017. 

### Otro trabajo
Hemphill apareció en el drama de lengua gaélica escocesa, Eilbheas, en el que Hemphill interpretó el espíritu de Elvis ambientado en las islas occidentales . Se mostró por primera vez en la noche de lanzamiento de BBC Alba.[cita requerida]  También ha escrito Appointment with the Wicker Man con Donald McLeary para el National Theatre of Scotland, una producción teatral sobre los intentos de una pequeña comunidad por producir una versión musical de The Wicker Man.
Hemphill ha estado involucrado en la escena de lucha escocesa, contra el actor, comediante y escritor Robert Florence. Jugaron a rivales amargos en "Kelvin Brawl" en el Kelvin Hall de Glasgow el 21 de junio de 2013. El comediante Frankie Boyle se convirtió en parte de esta empresa, desenmascarándose al final del partido.
La invitada de Hemphill protagonizó un episodio del galardonado programa de televisión infantil Katie Morag en 2014, interpretando el papel de Donald John Cameron.

### Director de cine
En 2016, junto a Donald McLeary, Hemphill escribió el guion de la película de terror / comedia West Skerra Light . En una duración de una hora, este fue su primer drama de larga duración como director de cine.  En 2017, junto con Hopscotch Films, Hemphill participó en la dirección del drama de caza de fantasmas de comedia negra Long Night at Blackstone.  Se proyectará en BBC One Scotland el 2 de abril.